# Supermodel po-ukrainsky (mùa 3)
Mùa thứ ba của Supermodel po-ukrainsky được dựa theo America's Next Top Model của Tyra Banks. Alla Kostromichova, Serhiy Nikityuk, Sonya Plakydyuk và Richard Horn quay lại làm giám khảo cho mùa này. Kể từ mùa này, ít nhất 2 thí sinh có màn thể hiện kém nhất trong buổi chụp ảnh chính thức sẽ phải thực hiện 1 buổi chụp hình khác hay 1 thử thách khác để quyết định ai sẽ ở lại cuộc thi.
Điểm đến quốc tế của mùa này là Munich và Füssen dành cho top 4.
Người chiến thắng trong cuộc thi là Masha Grebenyuk, 18 tuổi từ Kiev. Cô giành được:
- 1 hợp đồng người mẫu với K Models
- Lên ảnh bìa cùng 6 trang biên tập cho tạp chí Pink
- Trở thành gương mặt đại diện cho Fresh Fashion Day của Ukrainian Fashion Week 2017
- 1 chuyến đi tới New York để bắt đầu sự nghiệp người mẫu

## Các thí sinh
(Tuổi tính từ ngày dự thi)
| Đội     | Thí sinh                 | Tuổi | Chiều cao               | Quê quán     | Bị loại ở | Hạng  |
| ------- | ------------------------ | ---- | ----------------------- | ------------ | --------- | ----- |
| Richard | Yulya Shchedrina         | 17   | 1,70 m (5 ft 7 in)      | Mukacheve    | Tập 2     | 15-14 |
| Sonya   | Vika Globa               | 21   | 1,70 m (5 ft 7 in)      | Zaporizhzhia | Tập 2     | 15-14 |
| Sergiy  | Anna Tikhomirova         | 23   | 1,65 m (5 ft 5 in)      | Kiev         | Tập 3     | 13    |
| Sergiy  | Yulya Chornobil          | 24   | 1,75 m (5 ft 9 in)      | Rivne        | Tập 4     | 12    |
| Richard | Olya Golub               | 21   | 1,76 m (5 ft 9+1⁄2 in)  | Kharkiv      | Tập 5     | 11    |
| Sergiy  | Alina Miliaieva          | 17   | 1,75 m (5 ft 9 in)      | Mykolaiv     | Tập 6     | 10    |
| Sonya   | Amy Grace                | 26   | 1,75 m (5 ft 9 in)      | Kiev         | Tập 7     | 9     |
| Richard | Ira Rotar                | 18   | 1,78 m (5 ft 10 in)     | Kryvyi Rih   | Tập 8     | 8     |
| Sonya   | Yulya Geltsman-Mochalova | 18   | 1,78 m (5 ft 10 in)     | Kiev         | Tập 10    | 7     |
| Richard | Sasha Kugat              | 21   | 1,75 m (5 ft 9 in)      | Odessa       | Tập 12    | 6     |
| Sonya   | Sasha Litvin             | 17   | 1,73 m (5 ft 8 in)      | Kiev         | Tập 13    | 5     |
| Sonya   | Katya Svinarchuk         | 17   | 1,67 m (5 ft 5+1⁄2 in)  | Chernivtsi   | Tập 13    | 4     |
| Richard | Sveta Kosovskaya         | 23   | 1,75 m (5 ft 9 in)      | Odessa       | Tập 15    | 3     |
| Sergiy  | Dasha Maystrenko         | 17   | 1,76 m (5 ft 9+1⁄2 in)  | Kaniv        | Tập 15    | 2     |
| Richard | Masha Grebenyuk          | 18   | 1,81 m (5 ft 11+1⁄2 in) | Kiev         | Tập 15    | 1     |

## Các tập

### Tập 1
Khởi chiếu: 26 tháng 8 năm 2016
Từ 16000 người đăng kí dự thi, 200 thí sinh bán kết được đưa tới trường quay Film.ua để bắt đầu cuộc thi. Họ đã được gặp ban giám khảo và đã có một buổi phỏng vấn với họ. Tuy nhiên trong mùa giải này, ban giám khảo sẽ lựa chọn 10 cô gái mà họ yêu thích vào đội của mình. Chính vì thế mà sau khi tất cả đã phỏng vấn xong, ban giám khảo đã chọn ra 30 cô gái sẽ còn tiếp tục ở lại cuộc thi.
Ngày hôm sau, 10 cô gái của đội Sonya đã được đưa tới siêu thị Metro cho thử thách chụp hình chân dung với rau củ quả và kết quả là có 7 cô gái được an toàn. Sau đó, 10 cô gái của đội Sergiy đã có thử thách chụp hình ảnh thẻ trong đồ lót, trong khi họ sẽ đứng trên bàn xoay và chỉ được 8 lần bấm máy, kết quả là chỉ có 5 cô gái được an toàn. Tiếp đó, 10 cô gái của đội Richard được đưa tới học viện MARI cho thử thách nhảy bên trong chiếc kén trắng trước sự chứng kiến của những sinh viên trong học viện, và kết quả là có 7 cô gái được an toàn.

### Tập 2
Khởi chiếu: 2 tháng 9 năm 2016
19 thí sinh bán kết còn lại từ cả 3 đội đã được gặp Alla lần đầu tiên và họ đã có thử thách loại trừ là buổi trình diễn thời trang trong phong cách những cô gái phụ tá của James Bond trên sàn diễn làm bằng phao nổi trên mặt nước, trước khi phải tạo dáng chụp hình sau khi nhảy xuống nước. Kết quả là 15 cô gái đã được chọn và sẽ bước vào cuộc thi. Ngày hôm sau, các cô gái được di chuyển tới ngôi nhà chung của mình, trước khi họ được yêu cầu phải dựng một buổi trình diễn thời trang thể hiện họ là ai trước mặt ban giám khảo.
Ngày tiếp theo, các cô gái đã có một buổi tập thể lực với huấn luyện viên Ruslan Haidai. Sau đó, họ đã có buổi chụp hình đầu tiên trong trang phục neon với que phát sáng, trong khi họ phải tạo dáng bên trong một khối hộp đầy các thanh chắn. Ngày hôm sau, họ đã có thử thách trình diễn thời trang trong áo tắm trên đường phố. Vào buổi đánh giá ngày kế tiếp, Vika & Yulya S. là 2 thí sinh phải vào phòng nguy hiểm nên ngày hôm sau, họ sẽ tham gia vào thử thách đấu loại là buổi chụp hình hóa thân thành búp bê trong hộp. Kết quả cuối cùng, cả Vika & Yulya S. là 2 thí sinh đầu tiên bị loại.
- Nhiếp ảnh gia: Alexey Ponomarev
- Khách mời đặc biệt: Ruslan Haidai, Litta Victoria

### Tập 3
Khởi chiếu: 9 tháng 9 năm 2016
13 cô gái còn lại đã có buổi chụp hình tiếp theo thể hiện thế giới riêng của họ trước phông nền tự thiết kế bằng phấn màu. Ngày hôm sau, họ được đưa tới trung tâm mua sắm Prospekt cho thử thách trình diễn thời trang tiếp theo khi họ sẽ chỉ có 2 bộ đồ để trình diễn nên khi một người đã trình diễn xong thì thí sinh khác phải nhanh chóng mặc bộ đồ đó trước khi thí sinh kia quay trở lại. Ngày tiếp theo, khi các cô gái đang tập thể dục buổi sáng tại ngôi nhà chung thì một xe cứu thương bất ngờ ập tới và đưa Sveta đi phẫu thuật phần môi của cô, trong khi các cô gái còn lại được nhận diện mạo mới của mình.
Ngày hôm sau, Richard đến gặp các cô gái tại ngôi nhà chung và họ đã có một buổi diễn kịch ngẫu hứng. Sau đó, họ được đưa tới sân vận động NSC Olympic cho buổi chụp hình kế tiếp hóa thân thành vận động viên thể thao thời trang. Vào buổi đánh giá ngày kế tiếp, Anna & Olya là 2 thí sinh phải vào phòng nguy hiểm nên ngày hôm sau, họ được đưa tới một trại quân đội cho thử thách đấu loại là buổi chụp hình với những bộ đội nam. Kết quả cuối cùng, Olya được ở lại cuộc thi còn Anna là thí sinh tiếp theo bị loại.
- Nhiếp ảnh gia: Maksim Getman
- Khách mời đặc biệt: Rostislav Valikhnovsky

### Tập 4
Khởi chiếu: 16 tháng 9 năm 2016
12 cô gái còn lại đã được kiểm tra cách tạo dáng của họ khi được bắt cặp với nhau và một người sẽ phải miêu tả một cảm xúc cho người kia để họ tạo dáng, trước khi có một buổi học tạo dáng từ Alla. Sau đó, họ đã có thử thách tạo dáng với tấm vải trong một lần bấm máy và kết quả là Olya chiến thắng thử thách. Ngày hôm sau, họ được đưa tới cây cầu Parkovy cho buổi chụp hình tiếp theo hóa thân thành vũ công múa đương đại cùng với một vũ công nam và Olya sẽ chọn những kiểu dáng mà họ phải tạo dáng lại vì giành chiến thắng thử thách hôm qua. Ngày tiếp theo, các cô gái đã tìm thấy một đống áo trắng quần jean được để trong tủ lạnh và họ được yêu cầu phải mặc vào, trước khi được gặp giám khảo Sergiy cho một buổi học về chế độ ăn uống của người mẫu khi họ sẽ có một khoảng thời gian để lấy những thứ họ ăn trong một ngày mà phải nằm trong khoảng 1300 Calo, Alina là người có khẩu phần ăn thích hợp nhất nên sẽ được ăn một đĩa hoa quả trong khi những người còn lại sẽ phải ăn óc và tinh hoàn bò. Quay về ngôi nhà chung, họ đã có một bữa tiệc disco nhỏ.
Ngày hôm sau, họ đã có thử thách trình diễn thời trang tiếp theo theo phong cách disco, khi họ được mặc những bộ trang phục đầy gai góc trong khi họ phải đi trên sàn diễn với những quả bóng dang đung dưa trên sàn diễn. Vào buổi đánh giá ngày kế tiếp, Alina & Yulya C. là 2 thí sinh phải vào phòng nguy hiểm nên ngày hôm sau, họ sẽ tham gia vào thử thách đấu loại là buổi chụp hình phong cách nữ tính với bóng bay, trong khi họ sẽ phải nhảy trên bạt lò xo và sẽ chỉ có 10 lần bấm máy. Kết quả cuối cùng, Alina được ở lại cuộc thi còn Yulya C. là thí sinh tiếp theo bị loại.
- Nhiếp ảnh gia: Anton Tkachenko
- Khách mời đặc biệt: Yurii Marchenko, Anna Vialova

### Tập 5
Khởi chiếu: 23 tháng 9 năm 2016
11 cô gái còn lại được đưa tới khu phức hợp Expocenter of Ukraine và được chia thành 2 nhóm khi một nhóm sẽ có một buổi học nhảy điệu Vogue từ biên đạo viên Artemii Lazarev còn nhóm kia sẽ có một buổi tập catwalk với Alla. Sau đó, họ đã được bắt cặp với nhau để dạy cho nhau những gì họ vừa học trong 30 phút, trước khi có thử thách trình diễn thời trang tiếp theo kết hợp với phong cách nhảy Vogue theo cặp. Ngày hôm sau, họ được gặp Sonya và nhà thiết kế giày Alina Kachorovska tại phòng trưng bày Kachorovska cho thử thách chụp hình thể hiện cảm xúc chỉ qua đôi chân của họ, Katya chiến thắng thử thách và sẽ được giữ lại đôi giày cô đã mang. Ngày tiếp theo, họ được đưa tới một khu trượt băng cho buổi chụp hình tiếp theo hóa thân thành những tay chơi khúc côn cầu, trong khi họ sẽ tạo dáng chung với những vận động viên khúc côn cầu nam.
Ngày hôm sau, họ đã có một buổi tập thể dục với huấn luyện viên Ruslan Haidai. Sau đó, các cô gái đã có thử thách trình diễn thời trang thứ hai hóa thân thành nữ thần trong khi trình diễn dưới trời mưa. Vào buổi đánh giá ngày kế tiếp, Amy & Olya là 2 thí sinh phải vào phòng nguy hiểm nên ngày hôm sau, họ sẽ tham gia vào thử thách đấu loại là một buổi trình diễn thời trang trên băng chuyền, trong khi họ phải giữ một rổ hoa quả trên đầu và ai là người làm rơi hết hoa quả trên đầu là sẽ bị loại. Kết quả cuối cùng, Amy được ở lại cuộc thi còn Olya là thí sinh tiếp theo bị loại. Sau khi buổi loại trừ kết thúc, Alla thông báo với 10 cô gái còn lại là họ sẽ được đưa tới đến nhiều nơi ở Ukraina và điểm đến đầu tiên của họ là Kharkiv.
- Nhiếp ảnh gia: Vadim Yatsun
- Khách mời đặc biệt: Artemii Lazarev, Alina Kachorovska, Ruslan Haidai

### Tập 6
Khởi chiếu: 30 tháng 9 năm 2016
10 cô gái còn lại được đưa tới Kharkiv và sau đó được di chuyển tới khách sạn của mình. Sau đó, Sveta được đưa tới một tiệm salon để nhận diện mạo mới của mình do không thể tham gia buổi diện mạo mới ngày hôm đó. Ngày hôm sau, họ được đưa tới Nhà hát nhạc kịch và ba lê hàn lâm quốc gia bang Kharkiv  cho buổi chụp hình tiếp theo theo phong cách tương lai, trong khi họ sẽ phải tạo dáng bên trong các hình khối được treo lên trên không. Sau đó, các cô gái được Richard chở trên một chiếc xe nhỏ tới tháp Eiffel của Kharkiv  cho thử thách chụp hình hóa thân thành những cô gái quyến rũ đang rửa xe trên đường phố theo nhóm. Kết quả là Alina, Amy, Dasha, Katya & Sveta chiến thắng thử thách và họ phải tự quyết định ai sẽ được miễn loại tuần này, và Sveta là người được chọn.
Ngày tiếp theo, họ đã có một ngày thư giãn bên hồ bơi, trước khi phát hiện ra đồ đạc của họ đã biến mất và đã phải tự tìm đường tới United Art Hall Studio để tìm lại đồ của mình. Sau đó, họ đã được học về cách phối đồ và một người mẫu nên có những gì trong hành lí của họ từ stylist Aleksandra Morgun, trước khi được bắt cặp cho thử thách phối đồ một người trong 30 phút qua những thứ họ mua tại khu chợ trời Barabashovo. Kết quả là Dasha, Ira, Sasha L. & Yulya G. chiến thắng thử thách và sẽ được một buổi tối giải trí trong hộp đêm. Ngày hôm sau, họ được đưa tới công viên giải trí Gorky cho thử thách trình diễn thời trang tiếp theo trên xe đạp, trong khi họ sẽ phải đạp xe lên trên một đoạn dốc và tạo dáng trên đó. Trong khi thử thách diễn ra, Sasha K. bất ngờ được gặp bạn trai cô và họ đã có một buổi chiều giải trí tại công viên. Vào buổi đánh giá ngày kế tiếp, Alina & Ira là 2 thí sinh phải vào phòng nguy hiểm nên ngày hôm sau, họ sẽ tham gia vào thử thách đấu loại là buổi chụp hình trong trang phục tự phối cho mình, trong khi họ sẽ bị buộc dây căng vào tường và phải lấy trang phục bên trong những chiếc hộp chứa giòi. Kết quả cuối cùng, Ira được ở lại cuộc thi còn Alina là thí sinh tiếp theo bị loại.
- Nhiếp ảnh gia: Kate Ostroushko
- Khách mời đặc biệt: Leonid Maksymtsov, Aleksandra Morgun

### Tập 7
Khởi chiếu: 7 tháng 10 năm 2016
9 cô gái còn lại đã có một buổi tham quan thành phố Kharkiv trên xe buýt trước khi được đưa tới một nhà máy cho buổi chụp hình tiếp theo trong phong cách pin-up, trong khi họ sẽ tạo chung với công nhân nam trong nhà máy. Sau đó, họ được gặp Sonya và Richard cho một buổi quay video thời trang hóa thân thành thây ma của thời hậu tận thế. Ngày hôm sau, họ đã có thử thách chụp hình trên cà kheo với đến lồng ở trên đầu, nhưng thử thách này đòi hỏi sự hợp tác của các cô gái vì điện trong căn phòng sẽ tắt nên khi một người đang chụp hình thì những người còn lại phải đạp xe đạp để lấy điện cho đèn sáng lên trong buổi chụp hình.
Ngày tiếp theo, họ được đưa tới phi cảng Korotych cho thử thách trình diễn thời trang tiếp theo hóa thành thành những quý cô cổ điển, trong khi họ sẽ phải đi trên sàn diễn ở 2 đôi cánh của máy bay. Vào buổi đánh giá ngày hôm sau, Amy là người duy nhất phải vào phòng nguy hiểm, nhưng Alla sau đó thông báo cho 8 cô gái an toàn đó là họ sẽ phải bình chọn cho người thứ hai bước vào buổi đấu loại với Amy, Sveta, Ira và Sasha L. là 3 người có nhiều phiếu bầu nhất và Sveta là người có nhiều nhất trong tất cả với tỉ lệ là 5-2-1. Ngày kế tiếp, Amy và Sveta sẽ tham gia vào thử thách đấu loại là buổi chụp hình hóa thân thành người nông dân chăm chỉ, trong khi họ sẽ bị ngăn cách bằng vách ngăn, tay của họ sẽ bị trói vào nhau qua sợi dây qua vách tường. Kết quả cuối cùng, Sveta được ở lại cuộc thi còn Amy là thí sinh tiếp theo bị loại.
- Nhiếp ảnh gia: Inna Postnikova
- Khách mời đặc biệt: Nikita Vasylchenko, Sergey Filatov

### Tập 8
Khởi chiếu: 14 tháng 10 năm 2016
8 cô gái còn lại đã quay về Kiev và được di chuyển vào ngôi nhà chung mới. Ngày hôm sau, họ được đưa ra bờ sông cho một buổi tập yoga trên mặt nước. Sau đó, họ được gặp Sergiy cho thử thách tạo dáng, khi họ sẽ hóa thân thành những bức tượng đá trên bục và phải giữ nguyên kiểu tạo dáng của mình, trong khi người thân của các cô gái sẽ đi ngang qua họ. Ngày hôm sau, họ được đưa tới sân vận động NSC Olympic cho buổi chụp hình tiếp theo trên đường phố, lần này họ tạo dáng trên giường trong đồ lót của nhà thiết kế Valeria Zhilyova và sẽ được bắt cặp với nhau, trong khi phải thực hiện buổi chụp hình trước sự chứng kiến của người thân họ. Quay về ngôi nhà chung, họ mới chính thức được gặp lại người thân của mình.
Ngày tiếp theo, các cô gái đã được yêu cầu phải đeo một chiếc bụng bầu giả và được trải nghiệm một ngày của phụ nữ mang thai, trước khi họ được gặp Alla và thí sinh mùa 1, Karina Danilova, tại một khu vui chơi trẻ em cho thử thách trình diễn thời trang tiếp theo theo phong cách phụ nữ thời trang mang thai, Dasha là người làm tốt nhất nên cô sẽ được miễn loại trong tuần này. Ngày hôm sau, họ đã có thử thách trình diễn thời trang thứ hai hóa thân thành những kẻ buôn lậu, trong khi họ phải đi qua một bầy chó dữ đứng ở 2 bên sàn diễn. Vào buổi đánh giá ngày kế tiếp, Ira & Sasha K. là 2 thí sinh phải vào phòng nguy hiểm nên ngày hôm sau, họ sẽ tham gia vào thử thách đấu loại là buổi chụp hình với người mẫu nam, trong khi họ sẽ phải cố gắng tỏ ra 3 biểu cảm khác nhau của cặp đôi. Kết quả cuối cùng, Sasha K. được ở lại cuộc thi còn Ira là thí sinh tiếp theo bị loại.
- Nhiếp ảnh gia: Ivan Tsupka
- Khách mời đặc biệt: Valeria Zhilyova, Karina Danilova, Alexey Ponomarev

### Tập 9
Khởi chiếu: 21 tháng 10 năm 2016
Alla và một blogger thời trang đã đến gặp 7 cô gái còn lại tại ngôi nhà chung cho một buổi học về bí quyết trở thành một blogger thành công, trước khi họ được nhận một món đồ bất kì cho thử thách quảng cáo món đồ đó trên mạng, và kết quả là Sasha L. chiến thắng thử thách. Ngày hôm sau, họ đã có một buổi học về sự cẩn trọng về hình ảnh cá nhân trên mạng xã hội từ phóng viên Elena-Kristina Lebed, trước khi tham gia vào buổi chụp hình tiếp theo theo phong cách những biểu tượng icon, trong khi họ sẽ bị mắc kẹt trên mạng nhện ở xung quanh. Ngày tiếp theo, họ đã có một buổi casting cho video âm nhạc mới của ca sĩ Dmitriy Monatik và kết quả là Katya, Masha & Sasha L. là 3 người làm tốt nhất nên họ sẽ phải thi đấu cùng một lúc trong vòng hai của buổi casting, Katya chiến thắng thử thách và sẽ được xuất hiện cho video âm nhạc mới của anh, Ulybayas.
Ngày hôm sau, họ đã có thử thách trình diễn thời trang tiếp theo cho ANTIAIDS Foundation, khi họ sẽ trình diễn thời trang cùng với những người đang mắc bệnh AIDS. Vào buổi đánh giá ngày kế tiếp, Sveta & Yulya G. là 2 thí sinh phải vào phòng nguy hiểm nên ngày hôm sau, họ được đưa tới một trường quay của Novyi Kanal cho thử thách đấu loại là hóa thân thành phóng viên cho bản tin thời sự. Kết quả cuối cùng, Sveta được ở lại cuộc thi còn Yulya G. là thí sinh tiếp theo bị loại, nhưng sau đó thì Alla thông báo rằng là cô cũng được an toàn. Sau khi buổi loại trừ kết thúc, Alla thông báo với các cô gái là họ sẽ được tới Odessa.
- Nhiếp ảnh gia: Vlad Bulgakov
- Khách mời đặc biệt: Elena-Kristina Lebed, Dmitriy Monatik, Olena Pinchuk

### Tập 10
Khởi chiếu: 28 tháng 10 năm 2016
7 cô gái còn lại được đưa tới Odessa và họ đã có một ngày thư giãn trên du thuyền. Sau đó, họ đã phải lấy một ít quần áo từ hành lí của mình để di chuyển tới một hòn đảo hoang. Sau đó, họ đã gặp Sergiy và đã có thử thách trình diễn thời trang tiếp theo hóa thân thành bộ tộc, trong khi họ sẽ phải đi trên một cây cầu treo không cố định. Sau đó, Sergiy thông báo rằng là họ sẽ phải ở lại trên hòn đảo này nên các cô gái đã phải tìm thức ăn, thức uống và dựng lều để ở ngay sau đó. Ngày hôm sau, các cô gái đã có thử thách quay quảng cáo cho nhà hàng, khi họ sẽ phải ăn một đĩa thức ăn làm từ côn trùng, Masha, Sasha K. & Sveta chiến thắng thử thách và nhận được đồ ăn về cho tất cả. Sau đó, họ đã được thư giãn ở bãi biển.
Ngày tiếp theo, họ đã có buổi chụp hình tiếp theo ở dưới nước, trong khi họ sẽ phải tạo dáng cùng với những món đồ nội thất ở dưới đó. Kết quả là không ai làm tốt trong thử thách này nên sẽ không nhận được đồ ăn về cho tất cả. Ngày hôm sau, họ đã nhận được một ổ bánh mì và một con gà và Sasha K. đã bị suy sụp khi họ buộc phải giết chết con gà cho bữa ăn. Ngày kế tiếp, họ đã có thử thách vượt chướng ngại vật, Sveta là người hoàn thành đầu tiên và sẽ được miễn loại trong tuần này trong khi Sasha K. sau đó đã phải đi kiểm tra sức khỏe sau thử thách. Vào buổi đánh giá ngày hôm sau, Katya & Yulya G. là 2 thí sinh phải vào vòng nguy hiểm nên ngày hôm sau, họ đã có thử thách đấu loại là buổi chụp hình hóa thân thành nhà phiêu lưu sinh tồn, trong khi họ phải giữ thăng bằng một tay trên không để tránh bị nước dơ rơi từ trên đầu xuống. Kết quả cuối cùng, Katya được ở lại cuộc thi còn Yulya G. là thí sinh tiếp theo bị loại.
- Nhiếp ảnh gia: Denys Rylov
- Khách mời đặc biệt: Yulia Stupak

### Tập 11
Khởi chiếu: 4 tháng 11 năm 2016
6 cô gái còn lại được rời khỏi hòn đảo và quay lại Odessa. Ngay sau đó, từng người một đã được đưa tới một địa điểm khác nhau cho thử thách hẹn hò với 5 người đàn ông khác nhau, Dasha và Sasha L. chiến thắng thử thách và sẽ được một buổi tối giải trí trong hộp đêm và trong khi những cô gái còn lại đã chơi trò đoán hình từ Sergiy. Ngày hôm sau, họ được đưa tới một khu đánh bắt cá cho một ngày trở thành ngư dân và người buôn bán cá. Sau đó, họ đã có buổi chụp hình tiếp theo trong phong cách 7 tội lỗi chết người, khi họ sẽ phải tạo dáng trước một cánh cửa sắt với những bàn tay nằm xung quanh họ.
| Thí sinh | Hóa thân thành tội |
| -------- | ------------------ |
| Dasha    | lười biếng         |
| Katya    | phàm ăn            |
| Masha    | đố kỵ              |
| Sasha K. | dâm dục            |
| Sasha L. | tham lam           |
| Sveta    | ngạo mạn           |

Ngày tiếp theo, họ được đưa tới vườn nho và chăn dê của Christophe Lacarin tại Shabo cho thử thách trình diễn thời trang tiếp theo hóa thân thành cô gái công dân người Pháp, trong khi họ sẽ phải cầm một bình rượu nho ở trên tay và đi trên một đống cỏ khô. Vào buổi đánh giá ngày hôm sau, Masha & Sveta là 2 thí sinh phải vào vòng nguy hiểm nên ngày kế tiếp, họ được đưa tới một khu bỏ hoang cho thử thách đấu loại là buổi trình diễn thời trang trong những bộ đồ họ tự phối cho mình. Kết quả cuối cùng, Sveta được ở lại cuộc thi còn Masha là thí sinh tiếp theo bị loại.
- Nhiếp ảnh gia: Alexey Katashinsky
- Khách mời đặc biệt: Maks Zayonchukovsky, Gennady Kuznyetsov, Yevgen Gavrylenko, Yevgen Panchenko, Yuri Bochkarov, Christophe Lacarin

### Tập 12
Khởi chiếu: 11 tháng 11 năm 2016
5 cô gái còn lại đã quay về Kiev và sau đó, họ đã có một buổi hát karaoke trước khi họ sẽ được hóa thân thành chính ca sĩ họ đã hát lúc nãy, và nhảy lên trên tay của người hâm mộ. Các cô gái sau đó đã gặp 4 người mẫu nam và bất ngờ là họ sẽ sống cùng với mình khi ngày hôm sau, các chàng trai đã xách hành lí tới ngôi nhà chung của họ. Sau đó, các cô gái và đầy đủ 5 chàng trai đã bắt cặp với nhau cho buổi chụp hình tiếp theo cho tiệm bánh Reprisa, khi các cô gái sẽ hóa thân thành món tráng miệng còn các chàng trai sẽ hóa thân thành đầu bếp.
Ngày tiếp theo, Sonya đến gặp các cô gái và chàng trai tại ngôi nhà chung và từng cặp đã bị còng tay vào nhau. Sau đó, họ đã có thử thách trình diễn thời trang tiếp theo theo phong cách phi giới tính, khi họ không những được trang điểm, ăn mặc giống nhau mà còn phải đi và tạo dáng ở cuối sàn diễn giống nhau. Ngày hôm sau, họ đã được bắt cặp lại cho buổi chụp hình thứ hai trong đồ lót màu da, trong khi họ sẽ phải tạo dáng bên trong một chiếc túi hút chân không khổng lồ. Vào buổi đánh giá ngày kế tiếp, Sasha K. là thí sinh tiếp theo bị loại. Sau khi buổi loại trừ kết thúc, Alla thông báo với 4 cô gái còn lại là họ sẽ được bay tới Munich.
- Nhiếp ảnh gia: Sasha Sako, Dmitry Goncharov
- Khách mời đặc biệt: Artem Surov, Pasha Pashutkin, Valery Pakhomov, Volodimir Prokopenko, Yaroslav Bugayov

### Tập 13
Khởi chiếu: 18 tháng 11 năm 2016
4 cô gái còn lại được đưa tới sân bay quốc tế Zhulyany Kiev để chuẩn bị bay tới Munich và khi tới nơi, họ đã bất ngờ khi thấy Masha, người đã bị loại trước đó, được quay trở lại cuộc thi do ban giám khảo lựa chọn. Sau đó, Sergiy đến gặp họ để cho họ biết là sẽ chỉ có 4 tấm vé tới Munich, nên họ đã có thử thách chụp hình với hành lí của mình tại sân bay và nếu họ tạo ra một bức hình đẹp với Sergiy thì họ ngay lập tức sẽ phải chạy tới quầy bán vé để nhận vé lên máy bay. Kết quả cuối cùng, Sasha L. là người cuối cùng chạy tới quầy bán vé nên cô đã là thí sinh tiếp theo bị loại. 4 cô gái còn lại sau đó được đưa tới Munich và sau khi tới nơi, họ nhận được 4 chiếc xe đạp và một tờ giấy ghi bằng tiếng Đức ghi đường tới căn hộ của họ. Họ sau đó đã có bữa tối tại một nhà hàng với Alla và cô đã giao tiếp với họ bằng tiếng Anh trước khi kể cho họ về sự nghiệp người mẫu của cô.
Ngày hôm sau, họ được đưa tới Tòa thị chính mới cho thử thách trình diễn thời trang tiếp theo theo phong cách thời Trung cổ, trong khi sẽ có một vài con chuột được để lên đầu họ và tay của họ sẽ được bắt lửa. Ngày tiếp theo, họ được đưa tới Füssen cho buổi chụp hình tiếp theo theo phong cách tàu hơi nước, nhưng lần này họ còn phải chỉ đạo công việc của các cô gái khác ở hậu cảnh. Ngày hôm sau, họ đã có một buổi tham quan tại bảo tàng xe hơi Verkehrszentrum trước khi Richard đưa họ tới một đường đua xe cho thử thách trình diễn thời trang thứ hai hóa thân thành những cô gái ra hiệu đua xe, trong khi sẽ có 2 chiếc xe đua chay xung quanh họ. Ngày kế tiếp, họ đã có một ngày tham quan thành phố Munich. Vào buổi đánh giá ngày hôm sau, Katya là thí sinh tiếp theo bị loại.

### Tập 14
Khởi chiếu: 25 tháng 11 năm 2016
3 cô gái còn lại được gặp Sergiy sau khi họ đã quay về Kiev. Ông sau đó đưa cho các cô gái một chiếc đồng hồ và lấy cảm hứng từ bộ phim Thời khắc sinh tử, các cô gái sẽ có 0 giờ trên đồng hồ của mình để thực hiện những thử thách cuối cùng của chương trình và nếu làm tốt thì họ sẽ được trừ đi thời gian hoặc ngược lại, và người đầu tiên chạm mốc 24 giờ trên đồng hồ thì sẽ ngay lập tức bị loại khỏi cuộc thi. Sau đó, họ đã được gặp nhiếp ảnh gia Anna Goltsberg trên tàu điện cho buổi chụp hình tạo dáng trên tàu. 6 tiếng sau, họ được gặp Sergiy và ông công bố kết quả từ thử thách trước là Sveta làm tốt nhất nên sẽ trừ hết thời gian, Masha về nhì sẽ trừ đi 5 tiếng còn Dasha vẫn bảo toàn thời gian. Sau đó, họ đã có thử thách thứ 2 là buổi chụp hình liên hoàn, trong 10 phút họ sẽ tạo dáng trước 5 khung hình khác nhau là: du hành vũ trụ; vũ công trong rạp xiếc; người tâm thần trong nhà hoang; giết chồng trên phố; vui vẻ trong sinh nhật trẻ em.
Ngày hôm sau, vào 8 tiếng sau thử thách trước, họ được biết kết quả của thử thách ngày hôm qua là Masha làm tốt nhất nên sẽ trừ đi 4 tiếng, Sveta về nhì nên vẫn bảo toàn thời gian còn Dasha thì bị cộng thêm 4 tiếng. 5 tiếng sau, các cô gái đã có một buổi nói chuyện riêng với một ban giám khảo để nhận 1 thử thách riêng cho mình và Dasha nhận được bất ngờ trong buổi nói chuyện với Sergiy là cô sẽ được trừ đi 11 tiếng. 4 tiếng sau, các cô gái đã phải tự di chuyển tới buổi chụp hình tiếp theo hóa thân thành cô tiên thời gian, trong khi họ sẽ tạo dáng bên trong một cỗ máy thời gian khổng lồ. Sau đó, họ được biết kết quả của thử thách trước là Dasha làm tốt nhất nên sẽ trừ đi 5 tiếng, Sveta về nhì nên sẽ trừ đi 4 tiếng còn Masha thì sẽ trừ đi 3 tiếng.
Ngày tiếp theo, họ đã có một ngày được nghỉ ngơi để thực hiện những nhiệm vụ mà mình tự đặt ra. Ngày hôm sau, họ được gặp Richard cho buổi chụp hình tiếp theo lấy cảm hứng từ bức tranh "Người Phụ Nữ Với Một Đầu Hoa Hồng" của họa sĩ Salvador Dalí, khi họ sẽ đội lên một chiếc mũ hoa hồng che mặt trong khi phải tạo dáng bân trong một căn phòng có sàn bị nghiêng. Kết quả là Sveta làm tốt nhất nên sẽ trừ hết thời gian, Masha về nhì sẽ trừ đi 9 tiếng còn Dasha vẫn bảo toàn thời gian. Ngày kế tiếp, vào 9 tiếng sau thử thách trước, Sergiy đã đưa các cô gái lên xe và trong lúc xe đang đi, ông đã cho các cô gái thử thách trang điểm theo yêu cầu để chuẩn bị cho thử thách trình diễn thời trang sắp tới, Masha chiến thắng thử thách nên sẽ trừ đi 1 tiếng, còn Dsha & Sveta sẽ bị cộng thêm 1 tiếng. Sau đó, họ được đưa tới dải phân cách của một đường cao tốc cho thử thách trình diễn thời trang tiếp theo của mình. Dasha là người đầu tiên mở màn, thì Sergiy đã kêu cô dừng lại khi còn ở trên sàn diễn vì đồng hồ của cô đã chỉ 24 tiếng.
| Thời gian của top 3 qua từng thử thách   | Thời gian của top 3 qua từng thử thách | Thời gian của top 3 qua từng thử thách | Thời gian của top 3 qua từng thử thách |
| Sự kiện                                  | Dasha                                  | Masha                                  | Sveta                                  |
| ---------------------------------------- | -------------------------------------- | -------------------------------------- | -------------------------------------- |
| Chụp hình trên tàu điện                  | 6:07:14                                | 1:11:33                                | 0:00:00                                |
| Chụp hình trước 5 khung hình             | 18:29:33                               | 5:15:33                                | 8:17:52                                |
| Buổi trò chuyện với ban giám khảo        | 12:04:18                               | —                                      | —                                      |
| Chụp hình trên cỗ máy thời gian          | 11:04:50                               | 17:04:00                               | 19:04:16                               |
| Chụp hình kiểu Salvador Dalí             | 12:36:24                               | 9:36:16                                | 0:00:00                                |
| Trước khi thử thách trang điểm           | 21:14:23                               | 19:17:34                               | 9:17:14                                |
| Thử thách trang điểm                     | 23:15:09                               | 21:15:43                               | 11:15:34                               |
| Trình diễn thời trang trên đường cáo tốc | 24:00:00                               | —                                      | —                                      |

- Nhiếp ảnh gia: Anna Goltsberg, Maksim Getman, Sonya Plakidyuk
- Khách mời đặc biệt: Katya Dymova

### Tập 15
Khởi chiếu: 2 tháng 12 năm 2016
Đây là phần 2 của tập 14. Sau khi Sergiy đã kêu Dasha dừng lại khi còn ở trên sàn diễn vì đồng hồ của cô đã chỉ 24 tiếng, ông đã thông báo với cô là cô đã bị loại nhưng sau đó, cô được thông báo là vẫn an toàn và sẽ được trừ đi 12 tiếng vì là người hoàn thành thử thách riêng nhanh nhất. 1 tiếng sau, họ đã biết kết quả từ thử thách trước là Masha làm tốt nhất nên sẽ trừ đi 11 tiếng, Dasha về nhì sẽ trừ đi 6 tiếng còn Sveta vẫn bảo toàn thời gian. Ngày hôm sau, họ được gặp nghệ sĩ trang điểm Viktoria Bessarab để tạo hình mặt nạ cho buổi chụp hình cuối cùng của mình. Sau đó, họ được đưa đến một tòa pháo đài cổ nhưng để được vào bên trong, họ phải truy tìm 3 viên đá để mở cánh cổng của pháo đài. Các cô gái sau đó đã có buổi chụp hình cuối cùng hóa thân thành những sinh vật huyền thoại của thời Rus' Kiev, trong khi họ sẽ phải tạo dáng trước 55 chiếc máy ảnh sẽ chụp cùng lúc. Nhưng trước khi buổi chụp hình bắt đầu, Dasha được trừ đi 4 tiếng, Sveta được trừ đi 3 tiếng còn Masha được trừ đi 2 tiếng.
| Thời gian của top 3 qua từng sự kiện     | Thời gian của top 3 qua từng sự kiện | Thời gian của top 3 qua từng sự kiện | Thời gian của top 3 qua từng sự kiện |
| Sự kiện                                  | Dasha                                | Masha                                | Sveta                                |
| ---------------------------------------- | ------------------------------------ | ------------------------------------ | ------------------------------------ |
| Trình diễn thời trang trên đường cao tốc | 6:33:05                              | 10:03:01                             | 12:33:30                             |
| Trước buổi chụp hình                     | 7:17:32                              | 12:47:00                             | 14:17:00                             |
| Kết quả cuối cùng                        | —                                    | —                                    | 24:00:00                             |

Vào buổi đánh giá ngày hôm sau, cả 3 cô gái đều được vào phòng an toàn nhưng sau khi ban giám khảo hội ý về quá trình trong suốt cuộc thi của họ và thời gian của họ, chỉ có đồng hồ của Sveta là chỉ đến số 24, đồng nghĩa với việc cô là thí sinh cuối cùng bị loại. Ngày kế tiếp, Dasha và Masha được gặp lại 13 cô gái bị loại trước đó cho buổi trình diễn thời trang cuối cùng của mình qua phần trình diễn của ca sĩ Dmytro Monatik. Kết quả cuối cùng, Masha trở thành quán quân thứ ba của Supermodel po-ukrainsky.
- Khách mời đặc biệt: Viktoria Bessarab, Maksim Getman, Nina Krokhmalyuk, Valeria Zhilyova, Maria Masliy, Vadim Yatsun, Irina Danilevska, Anton Tkachenko, Pasha Pashutkin, Yaroslav Bugayov, Elena Burba, Dmytro Monatik, Iryna Danylevska

## Thứ tự gọi tên
| 1  | Sasha L. | Dasha         | Sveta    | Katya    | Yulya G. | Masha    | Katya    | Dasha    | Sasha L. | Sveta    | Sasha L. | Sveta    | Sveta    | Dasha | Sveta | Masha | Masha |  |  |  |
| 2  | Yulya C. | Ira           | Amy      | Olya     | Katya    | Sveta    | Sasha K. | Katya    | Sasha K. | Masha    | Katya    | Dasha    | Dasha    | Sveta | Masha | Dasha | Dasha |  |  |  |
| 3  | Ira      | Amy           | Dasha    | Sveta    | Dasha    | Katya    | Yulya G. | Sasha L. | Dasha    | Dasha    | Dasha    | Sasha L. | Katya    | Masha | Dasha | Sveta |       |  |  |  |
| 4  | Vika     | Olya          | Sasha L. | Masha    | Sasha K. | Sasha K. | Dasha    | Sveta    | Katya    | Sasha L. | Sasha K. | Katya    | Masha    | Katya |       |       |       |  |  |  |
| 5  | Amy      | Sasha K.      | Yulya C. | Sasha L. | Sasha L. | Dasha    | Masha    | Masha    | Masha    | Sasha K. | Sveta    | Sasha K. | Sasha L. |       |       |       |       |  |  |  |
| 6  | Alina    | Yulya C.      | Sasha K. | Dasha    | Alina    | Amy      | Sasha L. | Yulya G. | Sveta    | Katya    | Masha    |          |          |       |       |       |       |  |  |  |
| 7  | Sasha K. | Sveta         | Masha    | Yulya G. | Masha    | Yulya G. | Ira      | Sasha K. | Yulya G. | Yulya G. |          |          |          |       |       |       |       |  |  |  |
| 8  | Masha    | Alina         | Yulya G. | Sasha K. | Sveta    | Sasha L. | Sveta    | Ira      |          |          |          |          |          |       |       |       |       |  |  |  |
| 9  | Yulya S. | Katya         | Katya    | Amy      | Ira      | Ira      | Amy      |          |          |          |          |          |          |       |       |       |       |  |  |  |
| 10 | Anna     | Anna          | Alina    | Ira      | Amy      | Alina    |          |          |          |          |          |          |          |       |       |       |       |  |  |  |
| 11 | Olya     | Sasha L.      | Ira      | Alina    | Olya     |          |          |          |          |          |          |          |          |       |       |       |       |  |  |  |
| 12 | Yulya G. | Yulya G.      | Olya     | Yulya C. |          |          |          |          |          |          |          |          |          |       |       |       |       |  |  |  |
| 13 | Dasha    | Masha         | Anna     |          |          |          |          |          |          |          |          |          |          |       |       |       |       |  |  |  |
| 14 | Katya    | Vika Yulya S. |          |          |          |          |          |          |          |          |          |          |          |       |       |       |       |  |  |  |
| 15 | Sveta    | Vika Yulya S. |          |          |          |          |          |          |          |          |          |          |          |       |       |       |       |  |  |  |

     Thí sinh được miễn loại
     Thí sinh bị loại trước buổi đánh giá
     Thí sinh ban đầu bị loại nhưng được cứu
     Thí sinh bị loại
     Thí sinh chiến thắng cuộc thi
- Tập 1 là tập casting, nhưng phần các thí sinh được chọn sẽ chuyển sang vào nửa đầu của tập 2.
- Vào đầu tập 2, 20 thí sinh bán kết được thu hẹp xuống thành 15 Thí sinh. Cuối cùng, Yulya S. và Vika là những thí sinh cuối cùng được đánh giá và cả hai đều là người có màn thể hiện tồi tệ nhất. Sau buổi chụp ảnh quyết định, Alla quyết định loại cả hai.
- Trong tập 7, Sveta ban đầu được an toàn khỏi bị loại. Alla gặp các cô gái sau khi đánh giá và thông báo rằng họ sẽ phải bỏ phiếu để chọn người thứ hai tham gia với Amy trong buổi chụp ảnh quyết định. Sveta đã nhận được 5 phiếu và phải tham gia buổi chụp ảnh quyết định với Amy.
- Trong tập 8, Dasha được miễn loại vì chiến thắng thử thách trình diễn thời trang.
- Trong tập 9, Yulya M. ban đầu bị loại nhưng cô được Alla cho ở lại trong cuộc thi.
- Trong tập 12, chỉ có duy nhất Sasha K. trong phòng nguy hiểm, đồng nghĩa với việc là cô ấy bị loại.
- Trong tập 13, Masha được ban giám khảo đưa trở lại cuộc thi. Sasha L. bị loại tại sân bay vì có màn thể hiện kém nhất trong thử thách.
- Tập 14 là phần 1 của chung kết và được tiếp tục sang tập 15.

### Buổi chụp hình
- Tập 2: Điệp viên dưới nước (casting); Tạo dáng với que phát sáng
- Tập 3: Thế giới riêng trên bảng màu; Vận động viên thể thao trong sân vận động
- Tập 4: Acrobat với người mẫu nam trên cầu
- Tập 5: Tay chơi khúc côn cầu
- Tập 6: Tạo dáng với hình khối treo trên không trung
- Tập 7: Cô gái pin-up trong nhà máy với các công nhân nam; Thể hiện cảm xúc trên cà kheo với lồng đèn
- Tập 8: Đồ lót trên giường ở đường phố theo cặp
- Tập 9: Những biểu tượng icon mắc trên mạng nhện
- Tập 10: Tạo dáng ở dưới nước với đồ nội thất
- Tập 11: 7 tội lỗi chết người
- Tập 12: Body painting kiểu bánh ngọt với người mẫu nam cho Reprisa; Đồ lót bên trong túi hút chân không với người mẫu nam
- Tập 13: Thời trang tàu hơi nước
- Tập 14: Tạo dáng trong tàu điện; Du hành vũ trụ; Vũ công trong rạp xiếc; Người tâm thần trong nhà hoang; Giết chồng trên phố; Vui vẻ trong sinh nhật trẻ em; Tiên thời gian trong cỗ máy thời gian; Ảnh nghệ thuật của Salvador Dalí
- Tập 15: Sinh vật thần thoại trong tôn giáo Slavic